# Aubigny-en-Artois
Aubigny-en-Artois es una comuna francesa situada en el departamento de Paso de Calais, en la región de Alta Francia.

## Demografía
| 1028 | 1131 | 1161 | 1330 | 1361 | 1360 | 1480 |
| Para los censos de 1962 a 1999 la población legal corresponde a la población sin duplicidades (Fuente: INSEE [Consultar]) |      |      |      |      |      |      |